# Kirgizistanska köket
Kirgizistanska köket gäller den matkultur och de mattraditioner som finns i Kirgizistan. Köket delar mattraditioner med befolkningen i övriga Centralasien, särskilt med det kazakiska köket. Det använder mycket kryddor, grönsaker, legymer, yoghurt och grillat kött. Köket i Kirgizistan har utvecklats under nomadtiden och baseras i hög grad på mjölkprodukter och bröd. Nudlar och dumplings fyllda med kött är populära, liksom rökt hästköttskorv. Pilav (pilaff) är liksom i grannländerna en populär rätt. Pilav är fårkött med ris, kålrötter och morötter.
Yoghurt och mjölk liksom svart och grönt te är populärt. Syrad mjölk och bozo, gjort på syrat korn, är också vanliga drycker.
Det kirgizistanska köket gäller i hög grad kött - fårkött, nötkött och hästkött, men också mejeriprodukter. Tillagningsmetoderna är i hög grad påverkade av nomadtiden och riktar in sig på att maten ska hålla länge. Rätter med fårkött och nötkött är favoriterna, men dyra råvaror gör att de får hålla till på festbordet.

## Kötträtter
Kött är den viktigaste delen av det kirgizistanska köket och det tillagas vanligen med smakrika kryddningar och grönsaker. Köttet kokas, stuvas eller grillas. Populära rätter är korvar på hästkött, som kazy och sujuk eller chuchuk, rostad fårlever och beshbarmak.
Beshbarmak är att se som en kirgizistansk nationalrätt och består av hästkött eller fårkött som långkokas i sitt eget spad och serveras med nudlar. Rätten kallas också "fem fingrar" utifrån hur den äts. Stycken av kokt kött skärs och serveras av värden och äts med händerna. Beshbarmak äts vanligen vid festmåltider, som födelsedagar och andra årsdagar, eller för att sörja en bortgången familjemedlem. Om beshbarmak serveras på fårkött händer det att fårhuvudet tillagas och placeras på bordet. Då blir det hedersgästen uppgift att skära bitar och erbjuda de övriga gästerna. Beshbarmak är vanlig också i de uzbekiska och uiguriska köken, i det uiguriska köket kallas rätten narin.
Chorpa, eller sorpa, är en köttsoppa som förekommer i många centralasiatiska kök.
Dimlama är en köttstuvning på fårkött eller nötkött med potatis, lök, grönsaker och ibland även frukt.
Kuurdak är en viktig rätt i Kirgizistan som är en av de äldsta huvudrätterna i köket. Kuurdak görs vanligen av fårkött, som steks eller rostas med fett och lök. Rätten kan tillagas av nötkött eller något annat slags kött, men inte fläskkött i Kirgizistan, eftersom många är muslimer. I det kazakiska köket görs kuurdak på fåret lever, njurar, hjärta och lungor.
Saschlik är marinerat lammkött, halstrat på spett och serverat med ris och lök. Numera görs saschlik på allt slags kött, nötkött, kyckling eller fisk. Det är en riktigt fet rätt.
Shorpo, eller sorpo är ett slags köttsoppa.

### Paloo
Paloo (kirgiziska палоо eller күрүч/аш) är det kirgizistanska kökets version av den centralasiatiska pilaffen plov. Den består av ris, bitar av kött (ibland kyckling), rivna morötter, kinesisk gräslök och lök. Rätten kokas vanligen i en kazan (eller  deghi ) över öppen eld och garneras med vitlöksklyftor och röd paprika.
Uzgen paloo görs på lokalt odlat ris i södra Kirgizistan, i Özgön-distriktet.
Shirin paloo är ett recept som påminner om det azeriska kökets shirin plov, och är en vegetarisk variant där köttet ersätts med torkad frukt som plommon, aprikoser och russin.

## Bröd
Det vanligaste brödet är det centralasiatiska brödet tandyr nan, som bakas i en tandoor. Tandyr nanär ett platt, cirka 1 centimeter tjockt, runt flatbröd. Andra traditionella brödsorter är stekta bröd som qatlama och boorsoq. Det är också vanligt med ryska grova bröd.
Bröden doppas ofta i marmelad, kajmak, smör eller sary may (smör där smörfettet skiljts bort). Boorsoq är ibland uppblött i te.
Bröd är högst värderat i den kirgizistanska matkulturen och en god värd erbjuder bröd till sina gäster även om de bara ska stanna en kort stund.

## Bildgalleri

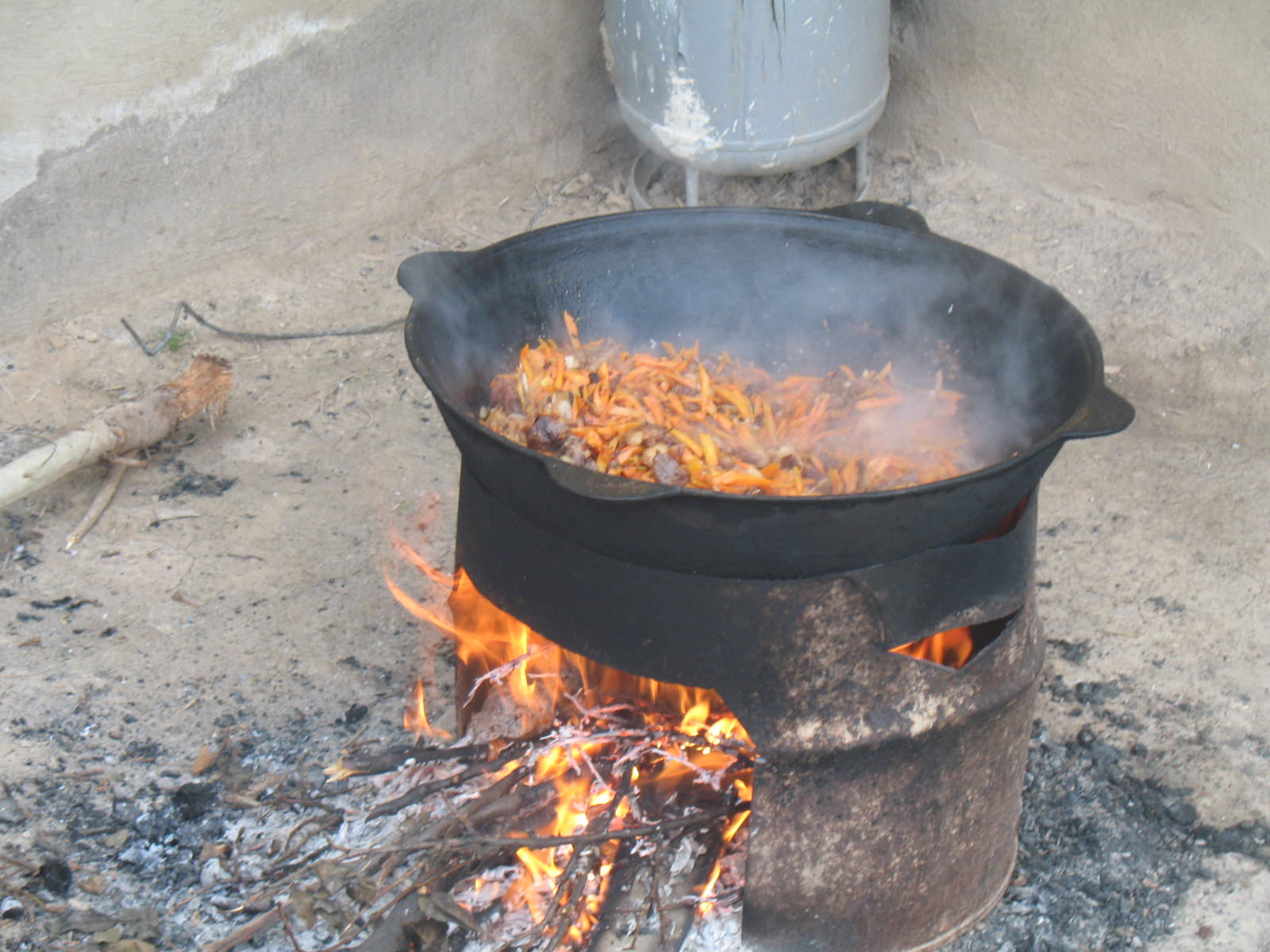
Tillagning av paloo.
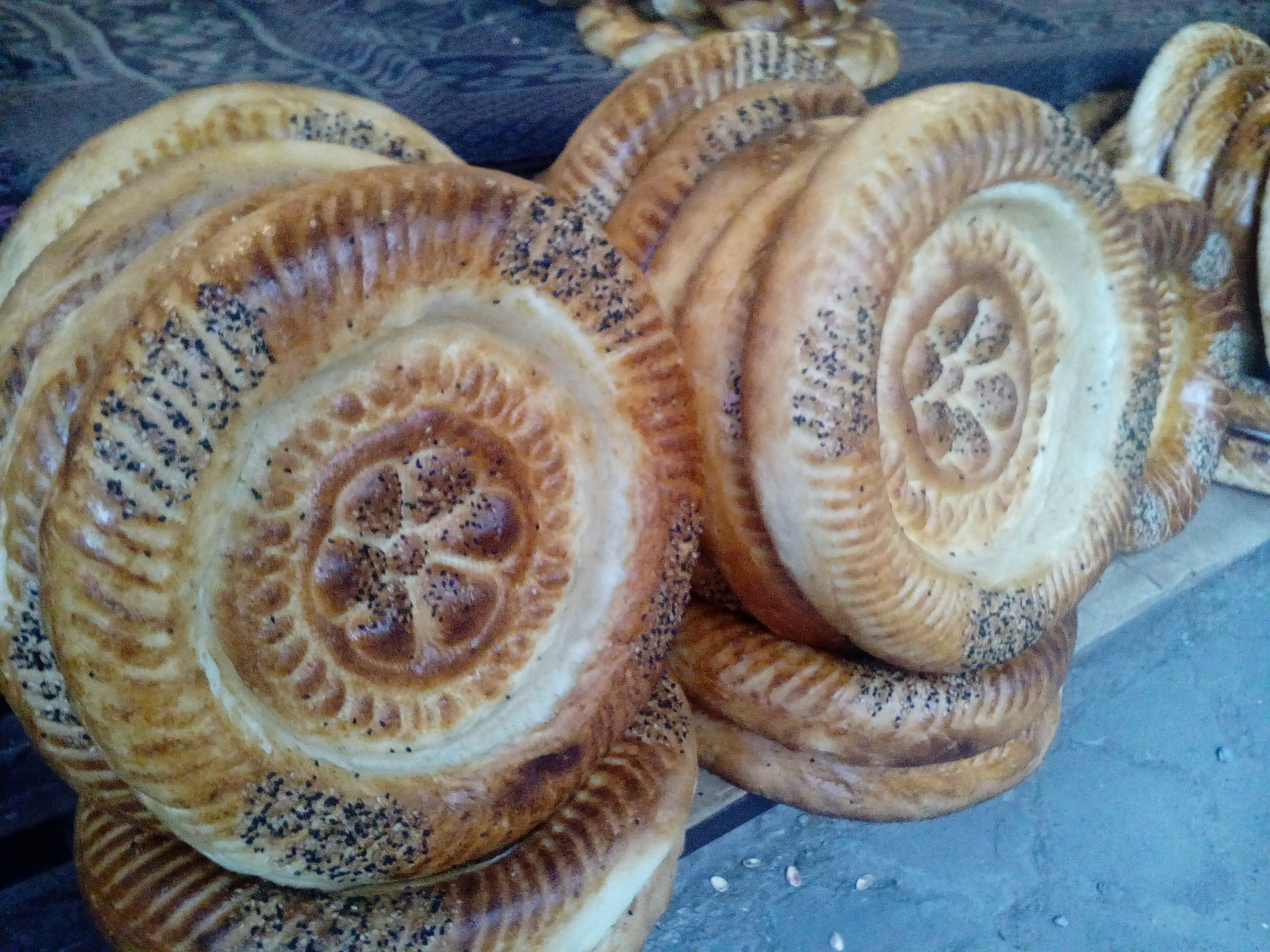
Nån-bröd på marknaden i Osj.
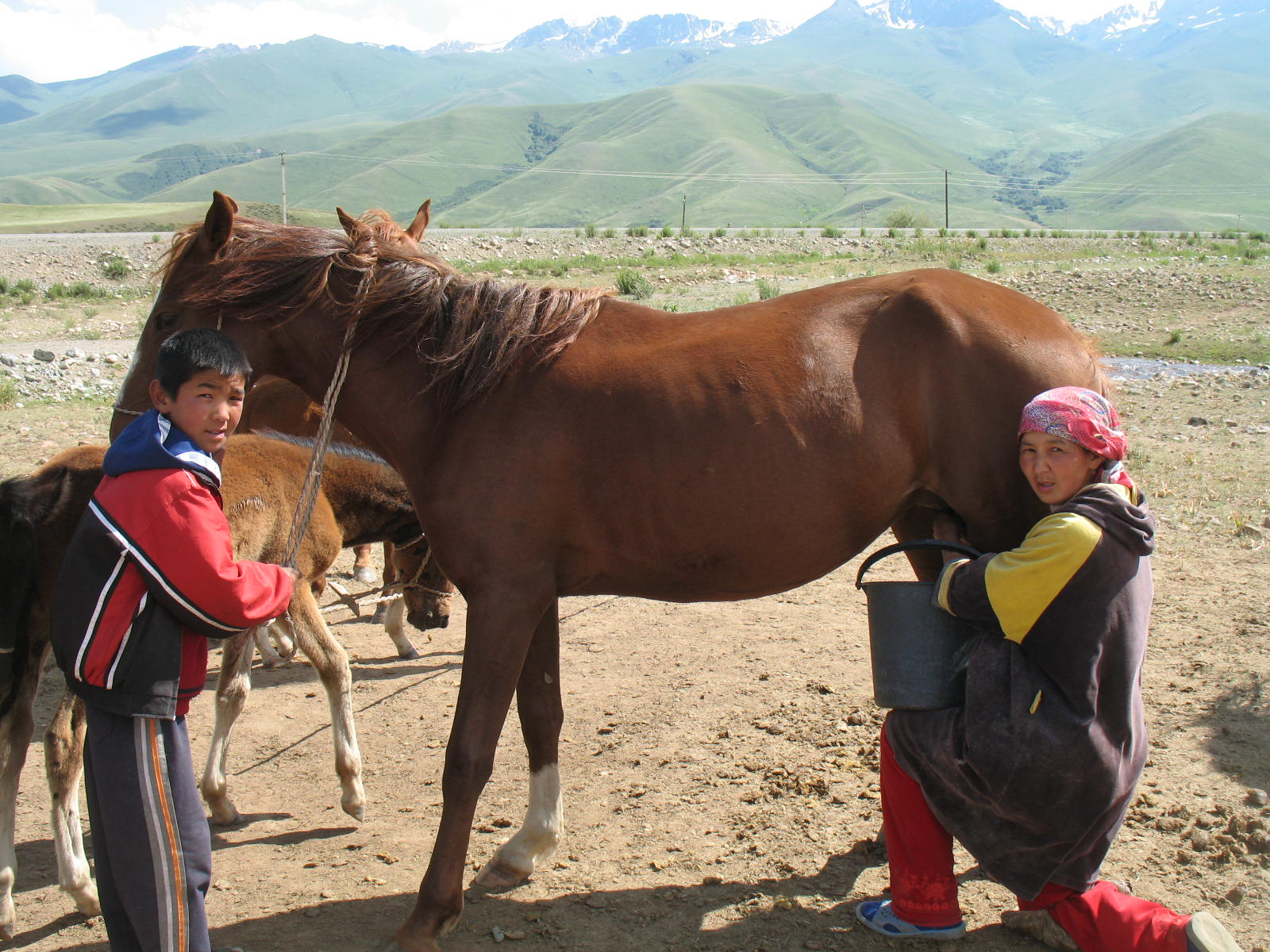
Stomjölk används för att tillverka kymyz.
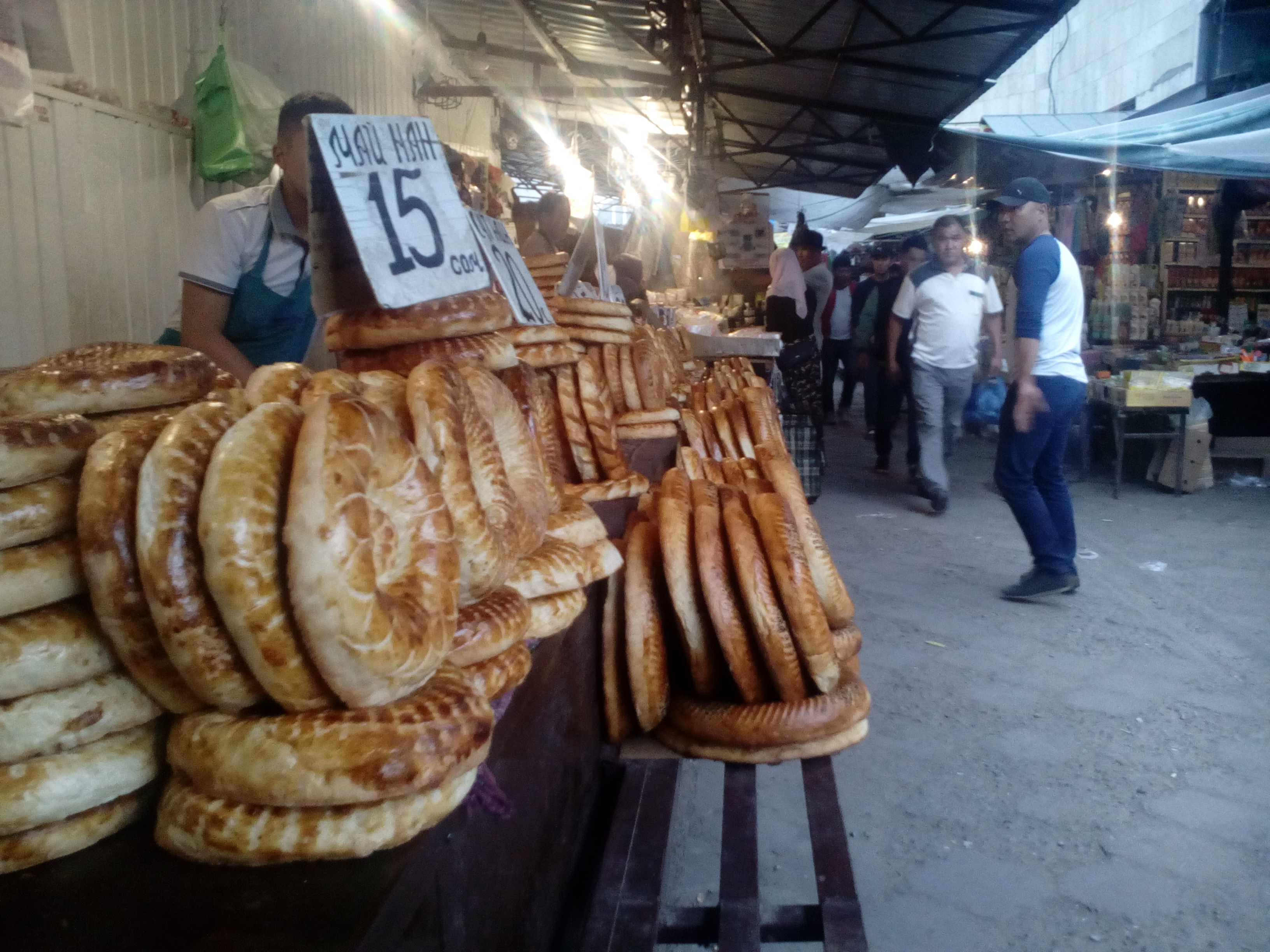
Brödförsäljning vid marknaden i huvudstaden Bisjkek.